# Branko Gračanin
Branko Gračanin (ur. 19 października 1943 w Zagrzebiu) – chorwacki piłkarz, występujący na pozycji środkowego obrońcy. Piłkarską karierę rozpoczął w roku 1960 w zagrzebskim klubie NK Trešnjevka, z którą w latach 1963–1965 grał w lidze jugosłowiańskiej. Gračanin wystąpił wraz z Trešnjevką w 36 ligowych spotkaniach. W roku 1965 przeszedł do zespołu Dinamo Zagrzeb, którego stał się legendą – wystąpił w 321 oficjalnych meczach klubu (w 156 ligowych), zdobywając 4 gole. Wraz z drużyną zdobył w roku 1969 Puchar Jugosławii. Od roku 1973 grał we Francji w zespołach FC Istres i SC Mulhouse. Karierę zakończył w roku 1978 w wieku 34 lat.

## Triumf w Pucharze Miast Targowych
Gračanin wystąpił w obu meczach finałowych Pucharu Miast Targowych 1967 przeciwko angielskiemu zespołowi Leeds United. Zawodnik znakomicie zaprezentował się w poprzednich meczach, a szczególnie w pierwszym meczu półfinałowym przeciwko Eintrachtowi Frankfurt, wygranym przez Chorwatów 3:0. W drugim meczu kibice „Modrich” przeżyli prawdziwy horror, ponieważ ich ulubieńcy przegrywali po regulaminowym czasie gry 0:3. Kiedy Dinamo straciło w dogrywce czwartą bramkę, wydawało się, że nic nie może odebrać Niemcom zwycięstwa. W ostatniej, 120 minucie Rudolf Belin strzelił gola, dającego drużynie historyczny awans do finału i z miejsca stając się bohaterem nie tylko Dinama Zagrzeb, ale i chorwackiej piłki. W pierwszym meczu finałowym, rozgrywanym na Maksimirze Dinamo wygrało 2:0, chociaż wynik nie do końca oddawał prawdziwy charakter meczu – Leeds przeważało przez większą część meczu, ale swojej wyraźnej przewagi nie potrafiła zamienić na bramkę. Pierwszą bramkę „Niebiescy” strzelili w 39 minucie – Rudolf Belin rozciągnął na prawą stronę, gdzie swój rajd rozpoczął Danijal Perić, który doskonale zacentrował piłkę, a Marijan Cercek wykończył strzałem głową tę akcję. Ten gol wzbudził jednak kontrowersje, gdyż sędzia przy wyskoku Cerceka do piłki nie zauważył, że obrońca gości dostał od niego łokciem w twarz. Na nic zdały się protesty – gol został uznany. Drugi gol padł w 60 minucie, kiedy to najlepszy zawodnik Dinama – Slaven Zambata, rozpędził się, mając sporo miejsca na lewej stronie, wrzucił do nadbiegającego Krasnodara Rory, który pięknym strzałem z woleja wykończył akcję gospodarzy. Kibice i dziennikarze oglądali ze zdumieniem jak jugosłowiańska jedenastka poczyna sobie w tym meczu. Następny mecz, rozgrywany w Leeds zakończył się bezbramkowo, chociaż cały mecz to szaleńcze ataki Anglików. Świetnie spisywał się jednak bramkarz, Zlatko Škorić i cała defensywa wraz z Gračaninem, który świetnie realizował zadania taktyczne i został wybrany najlepszym zawodnikiem drugiego meczu.

## Reprezentacja
Siedmiokrotnie wystąpił w reprezentacji juniorskiej (w latach 1961–1962), jednokrotnie w reprezentacji młodzieżowej (1963) i raz w reprezentacji B (1962). W reprezentacji Jugosławii zadebiutował 17 grudnia 1968 w Rio de Janeiro w meczu przeciwko reprezentacji Brazylii zremisowanym przez Jugosłowian 3:3. Jugosłowianie świetnie spisali się w tym meczu, doprowadzając w samej końcowce spotkania ze stanu 1:3 dla Brazylii na 3:3, dzięki golom Dragana Džajicia i Josipa Bukala. Karierę reprezentacyjną, z 10 występami na koncie zakończył karierę 2 kwietnia 1970 w rozgrywanym w Belgradzie meczu przeciwko reprezentacji Węgier. Gračanin w świetnym stylu pożegnał się z reprezentacją, zdobywając gola na 1:0 w 5 minucie. W 79 minucie padł gol samobójczy i Jugosłowianie prowadzili 2:0, jednak nie udało im się dowieźć tego wyniku do końcowego wyniku, bowiem Węgrzy w końcówce wyrównali i mecz zakończył się remisem 2:2.
- 1. 17 grudnia 1968, Rio de Janeiro, Brazylia – Jugosławia 3:3
- 2. 22 grudnia 1968, Mar del Plata, Argentyna – Jugosławia 1:1
- 3. 26 lutego 1969, Split, Jugosławia – Szwecja 2:1
- 4. 30 kwietnia 1969, Barcelona, Hiszpania – Jugosławia 2:1
- 5. 4 czerwca 1969, Helsinki, Finlandia – Jugosławia 1:5
- 6. 3 września 1969, Belgrad, Jugosławia – Rumunia 1:1
- 7. 24 września 1969, Belgrad, Jugosławia – ZSRR 1:3
- 8. 19 października 1969, Skopje, Jugosławia – Belgia 4:0
- 9. 8 kwietnia 1970, Sarajewo, Jugosławia – Austria 1:1
- 10. 2 kwietnia 1970, Belgrad, Jugosławia – Węgry 2:2